# کالج واگنر
کالج واگنر (انگلیسی: Wagner College) دانشگاه خصوصی آمریکایی است، که در شهر استتن آیلند مستقر می‌باشد.